# Полевичка Франка
Полевичка Франка (лат. Eragrostis frankii) — вид травянистых растений рода Полевичка (Eragrostis) семейства Злаки (Poaceae), распространённый на востоке США.

## Ботаническое описание
Однолетнее растение с одним или несколькими внутривлагалищными прямостоячими побегами высотой 10—50 см, голыми или нередко с железками на стеблях ниже узлов. Влагалища листьев голые. Влагалищно-пластиночное сочленение длиной до 4 мм, часто с кратеровидными железками. Язычок ресничатый высотой 0,2—0,5 мм. Пластинка срединных листьев длиной 4—20 см, сверху голая, снизу слегка шероховатая.
Метёлка длиной 4—20 см, короче стебля более чем в 2 раза, эллиптическая, шириной 2—10 см, с тонкими боковыми веточками, отходящими от главного побега под углом 50—70 градусов. Ножки колосков длиной 2—5 (7) мм, длина колосков 2—4 мм, ширина 1—2 (2,5) мм, овально-ланцетные, с 3—6 цветками, темносерые, иногда с красноватым оттенком, распадающиеся акропетально и с сохраняющимися верхними цветковыми чешуями. Нижняя колосковая чешуя имеет длину около 0,5 мм, верхняя колосковая чешуя втрое длиннее нижней колосковой чешуи. Нижняя цветковая чешуя овальная, с неразличимыми боковыми жилками. Верхняя цветковая чешуя овальная, тупая, с шероховатыми килями. Тычинок 2 или 3, пыльники длиной 0,2—0,3 мм. Зерновка длиной 0,4—0,7 мм с жёлобом.

## Синонимы
- Eragrostis capillaris var. frankii (Fisch., C.A.Mey. & Avé-Lall.) Farw. (1916)
- Eragrostis erythrogona Nees ex Steud. (1854)
- Eragrostis frankii var. brevipes Fassett (1932)
- Poa frankii Fisch., C.A.Mey. & Avé-Lall. (1843)basionym
- Poa micrantha Schult. (1824)
- Poa parviflora Nutt. (1818), nom. illeg.
- Poa purshii Fisch., C.A.Mey. & Avé-Lall. (1843), nom. nud.
- Poa tenella Fisch., C.A.Mey. & Avé-Lall. (1843), pro syn.